# Georg Rohrecker

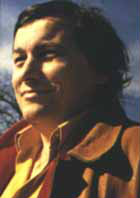
Georg Rohrecker (2005)

Georg Rohrecker (* 7. September 1947 in Salzburg-Nonntal; † 6. Dezember 2009) war ein österreichischer Autor und Historiker und beschäftigte sich mit den Kelten in den Ostalpen.

## Leben
Nach dem Besuch des Bundesgymnasium in Salzburg-Lehen absolvierte Georg Rohrecker eine Elektriker-Lehre. 1967 leistete er den Präsenzdienst beim Bundesheer.
Neben der Arbeit als Elektriker, die er nach dem Präsenzdienst wieder aufnahm, besuchte er viereinhalb Jahre lang das „Abend-Gymnasium“ (Salzburger Arbeiter-Mittelschule). In dieser Zeit fand er zum marxistischen Denken und zur Schüler- und Studentenbewegung. 1969 war er Gründer und Aktivist der Landesgruppe des „Verbandes Sozialistischer Mittelschüler“ (VSM).
Nach der Matura studierte Georg Rohrecker ab 1972 in Salzburg und Münster Publizistik, Kommunikationswissenschaft und Politikwissenschaft. Gleichzeitig erprobte er sich im praktischen Journalismus und volontierte beim damaligen sozialdemokratischen Salzburger Tagblatt. Er engagierte sich in Salzburg und in Münster als Studentenvertreter. Als solcher gründete er eine „Gewerkschaftsgruppe Publizistik (-Studenten)“, welche als erste Jugendgruppe der damaligen Gewerkschaft Kunst, Medien, freie Berufe (KMfB) im Österreichischen Gewerkschaftsbund (ÖGB) galt.
Kurz vor seiner Promotion zum Dr. phil. wurde Georg Rohrecker die Position des Landesstellenleiters des Renner-Institutes, der Politischen Akademie der SPÖ, in Salzburg angeboten, in der er auch als Trainer und Referent zu den Themen Medien, Rhetorik, Politische Bildung, Geschichte usw. arbeitete. Daneben wirkte er als Lehrbeauftragter am Institut für Politikwissenschaft der Universität Salzburg.
Ab 1989 arbeitete Georg Rohrecker beim Magistrat Salzburg, und von 2005 bis zu seinem Tode in dessen „Haus der Stadtgeschichte“.

## Kelten
1993 zog er mit seiner Familie nach Bürmoos. Dort beschäftigte er sich mit der Ortskunde und Geschichte des Flachgaus, insbesondere mit den reichen kunsthistorischen Schätzen der katholischen Kirche in und um Salzburg. Im Rahmen seiner Arbeit stieß er auf die keltische Vorgeschichte seiner Heimat, die zur Veröffentlichung mehrerer Bücher führte, die sich ausführlich mit dem Thema der Kelten in den Ostalpen befassen.
Georg Rohrecker verstarb im Dezember 2009 und hinterließ seine Ehefrau und seine Tochter.

## Publikationen
- In der Reihe ErlebnisWandern … Die grünen Wegweiser. Verlag Anton Pustet:
  - ErlebnisWandern rund um Salzburg. Flachgau. Salzburg/München 1997, ISBN 3-7025-0358-7.
  - ErlebnisWandern Tennengau. Salzburg/München 1999, ISBN 3-7025-0387-0.
- Druiden – Wilde Frauen – Andersweltfürsten. Das keltische Erbe in Österreichs Sagen. Pichler, Wien 2002, ISBN 3-85431-273-3.
- Die Kelten Österreichs. Auf den Spuren unseres versteckten Erbes. Pichler, Wien 2003, ISBN 3-85431-317-9.
- Heilige Orte der Kelten in Österreich. Ein Handbuch. Pichler, Wien 2005, ISBN 3-85431-373-X.
- Kelten – Götter – Heilige. Mythologie der Ostalpen. Pichler, Wien 2007, ISBN 978-3-85431-443-1.